# 432nd Wing

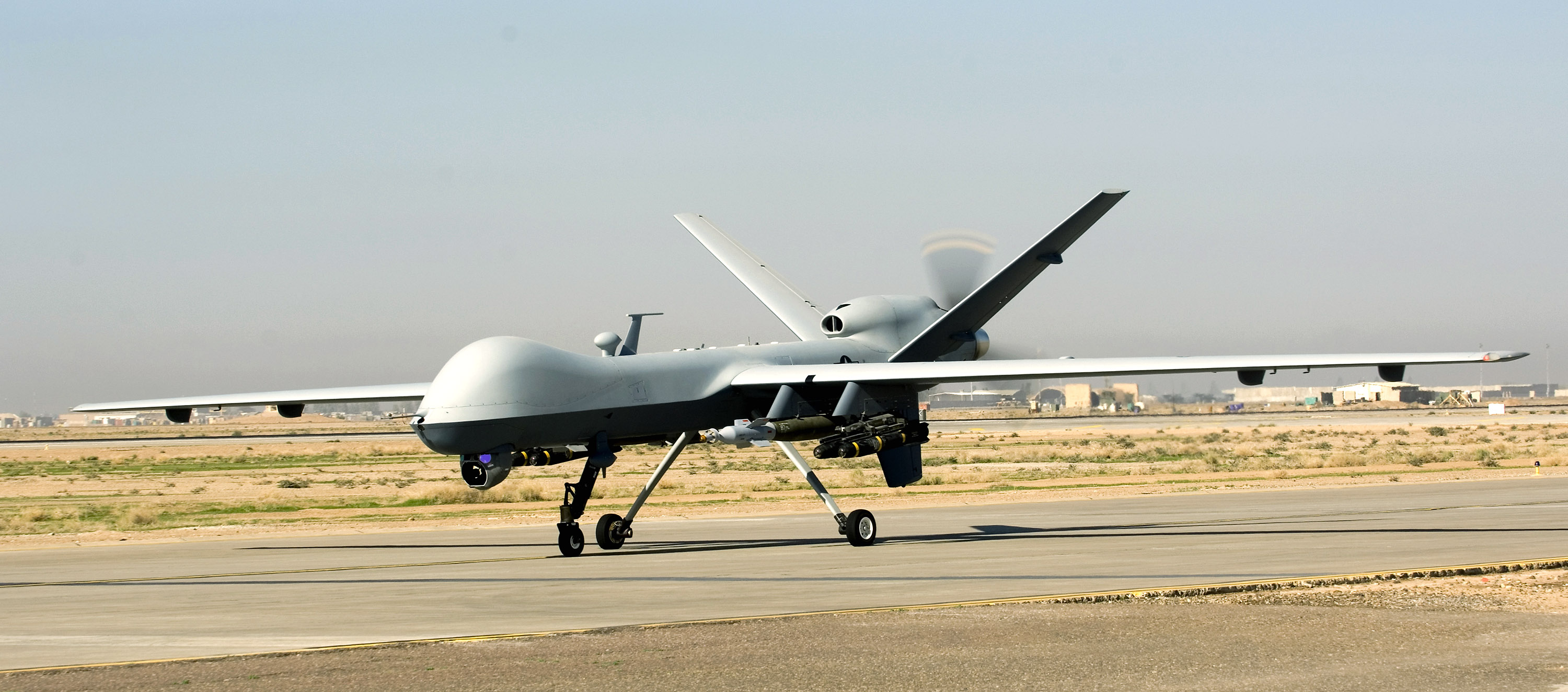
MQ-9 dello Stormo

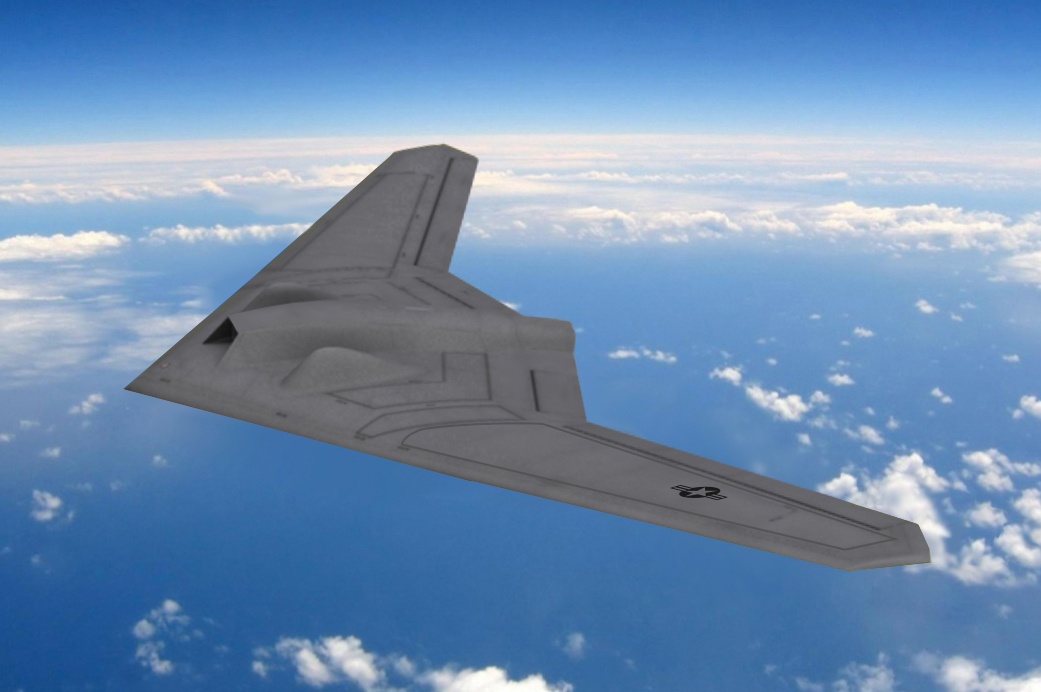
Rappresentazione artistica del RQ-170

Il 432nd Wing è uno stormo d'attacco interamente equipaggiato con UAV, dell'Air Combat Command, inquadrato nella Twenty-Fifth Air Force. Il suo quartier generale è situato presso la Creech Air Force Base, nel Nevada.

## Organizzazione
Attualmente, al maggio 2017, lo stormo controlla:
- 432nd Operations  Group
  - 432nd Operations Support Squadron. 
Alle unità è associato il 232nd Operations Group, Nevada Air National Guard.
  -  11th Attack Squadron - Equipaggiato con MQ-9 Reaper
  -  15th Attack Squadron - Equipaggiato con MQ-9 Reaper
  -  20th Attack Squadron - Equipaggiato con MQ-9 Reaper
  -  42nd Attack Squadron - Equipaggiato con MQ-9 Reaper
  -  89th Attack Squadron, Ellsworth Air Force Base, Dakota del Sud - Equipaggiato con MQ-9 Reaper
  -  489th Attack Squadron - Equipaggiato con MQ-9 Reaper
  -  30th Reconnaissance Squadron - Equipaggiato con RQ-170
  -  44th Reconnaissance Squadron - Equipaggiato con RQ-170
- 432nd Maintenance Group
  - 432nd Aircraft Maintenance Squadron
  - 432nd Maintenance Squadron
  - 432nd Aircraft Communications Maintenance Squadron